# 지금 거신 전화는
《지금 거신 전화는》은 2024년 11월 22일부터 2025년 1월 4일까지 방송된 MBC 금토 드라마다.

## 기획 의도
협박 전화로 시작된 정략 결혼 3년 차 쇼윈도 부부의 시크릿 로맨스릴러

## 제작진

### 제작사
- 본팩토리
- 바람픽쳐스

### 제작
- 문석환
- 오광희
- 박호식

### 극본
- 김지운 : SBS 주말 특별 기획 드라마 《청담동 앨리스》(공동 집필), SBS 수목 드라마 《하이드 지킬, 나》(집필), SBS 금토 드라마 《의사요한》(집필), tvN 수목 드라마 《멜랑꼴리아》(집필) 집필

### 연출
- 박상우 : MBC 수목 드라마 《내 뒤에 테리우스》(공동연출), MBC 주말 특별 기획 드라마 《두 번은 없다》(공동연출), MBC 금토 드라마 《금혼령, 조선 혼인 금지령》(공동 연출) 연출
- 위득규 : MBC 금토 드라마 《뫼비우스 : 검은 태양》(연출), MBC 금토 드라마 《우리, 집》(공동 연출) 연출

## 등장 인물
- (†) 표시는 드라마 상에서 최종적으로 사망한 인물이다.

### 주요 인물
- 유연석 : 가짜 백사언/백유연 역 (아역 : 이재준) - 최연소 대통령실 대변인이자 대한민국에서 가장 핫한 남자, 희주의 남편.
- 채수빈 : 홍희주 역 (아역 : 신연우) - 우리나라 최고의 언론사주 둘째 딸이자 차기 대권주자의 외동 며느리, 국민들의 절대적인 사랑과 지지를 받는 대통령실 대변인 유연의 아내. 함묵증 앓는 수어 통역사.
- 허남준 : 지상우 역 (아역 : 강지용) - 정신의학과 전문의, 희주의 대학선배. 유리의 남편.
- 장규리 : 나유리 역 - 사언이 몸담았던 방송국 아나운서. 상우의 아내.

### 사언 가족
- 정동환 : 백장호 역 (†) - 죽은 사언의 조부, 국회의원, 정당 총재, 국무총리 등을 역임하며 대통령만 빼고 다 해본 정치 거물. 희주의 시조부. 의용의 아버지. 규진의 시아버지. 유연의 친아버지.

- 유성주 : 백의용 역 - 유력한 차기 대권주자, 죽은 사언의 아버지. 규진의 남편. 유연의 형. 희주 아주버님

- 추상미 : 심규진 역 - 한국대 교수, 범죄심리학자. 협상전문가. 죽은 사언의 어머니. 의용의 아내.유연의 형수.희주 윗동서.장호의 며느리.

### 희주 가족
- 최광일 : 홍일경 역 - 청운일보 회장, 희주의 계부. 인아의 아버지. 연희의 남편.

- 오현경 : 김연희 역 - 클럽 가수 출신, 청운일보 홍일경 회장의 두 번째 처. 희주의 어머니.

- 한재이 : 홍인아 역 (아역: 윤서연, 4회 ~ 12회) - 청운일보 첫째 딸. 前 청운아트센터 대표, 일경의 딸. 희주의 의붓언니.

- 박원상 : 나진철 역 (특별출연, 2회 ~ 4회, 9회, 12회) - 희주의 친부, 클럽 사회자 출신.

### 대통령실 사람들
- 임철수 : 강영우 역 - 대변인실 과장

- 최우진 : 박도재/윤민성 역(아역: 박다온) - 대변인실 별정직 행정관.

- 박선영 : 김수영 역 - 대변인실 행정관

- 송진희 : 안진희 역 - 대변인실 행정관

- 정지환 : 정원빈 역 - 대통령실 수어통역사, 이름답게 잘생긴 얼굴에 훤칠한 키, 운동으로 다져진 몸매로 눈에 띄는 외모의 소유자.

### 사언 주변인물
- 고상호 : 장혁진 역 - 종군기자 출신의 대통령실 출입 기자

- 김준배 : 정상훈 역 - 가족도 친구도 이웃도 없는 외로운 낚시터 주인

- 홍서준 : 민도기 역 - 백씨 집안의 대소사를 도맡아 관리하는 베테랑 집사 겸 백의용의 개인 비서

- 이두석 : 강형철 역

### 희주 주변인물
- 양조아 : 한진이 역 - 수어통역센터장

### 그 외 인물
- 박재윤 : 납치범/진짜 백사언 역 (†) - 어딘가 나사 하나가 빠진 것 같은 인물, 사이코패스 성향을 보인 인물.

- 이혜진 : 박현진 역 - 사언이 납치범으로부터 희주를 지키기 위해 고용한 경호원.

## 시청률
최저 시청률과 최고 시청률은 시청률 조사회사와 지역별로 시청률에 차이가 있을 수 있습니다.
| 2024년 | 2024년    | 2024년         | 2024년       |
| 회차   | 방송일    | AGB 시청률     | AGB 시청률   |
| 회차   | 방송일    | 대한민국(전국) | 서울(수도권) |
| ------ | --------- | -------------- | ------------ |
| 제1회  | 11월 22일 | 5.5%           | 5.4%         |
| 제2회  | 11월 23일 | 4.7%           | 4.8%         |
| 제3회  | 11월 29일 | 6.0%           | 5.6%         |
| 제4회  | 11월 30일 | 5.7%           | 6.0%         |
| 제5회  | 12월 13일 | 5.9%           | 5.3%         |
| 제6회  | 12월 14일 | 6.9%           | 6.4%         |
| 제7회  | 12월 20일 | 6.0%           | 5.1%         |
| 제8회  | 12월 21일 | 7.0%           | 6.8%         |
| 제9회  | 12월 27일 | 6.4%           | 6.0%         |
| 제10회 | 12월 28일 | 7.5%           | 7.4%         |
| 2025년 |           |                |              |
| 제11회 | 1월 3일   | 8.3%           | 8.8%         |
| 제12회 | 1월 4일   | 8.6%           | 8.5%         |

## 참고 사항
- 박상우 연출은 전작 〈금혼령, 조선 혼인 금지령〉에 이어 다시 한 번 웹소설이 원작인 작품을 맡았다.

## 수상 목록
- 2024년 MBC 연기대상 남자 신인상 (허남준)
- 2024년 MBC 연기대상 미니시리즈 부문 여자 우수연기상 (채수빈)
- 2024년 MBC 연기대상 베스트 커플상 (유연석&채수빈)
- 2024년 MBC 연기대상 미니시리즈 부문 남자 최우수연기상 (유연석)

## 결방
- 2024년 12월 6일 ~ 12월 7일 : 윤석열 대통령 탄핵심판 뉴스특보로 인한 결방.

## 같이 보기
- 대한민국의 텔레비전 드라마 목록 (ㅈ)
- 2024년 대한민국의 텔레비전 드라마 목록
- 2025년 대한민국의 텔레비전 드라마 목록